# ۱۶۹ (قمری)
۱۶۹ (قمری)، صد و شصت و نهمین سال در گاهشماری هجری قمری است. اول محرم این سال برابر با هجدهم ژوئیه سال ۷۸۵ میلادی است.

## درگذشتگان
- نافع مدنی از قاریان هفتگانه
- مهدی عباسی سومین خلیفهٔ عباسی